# Bucharest Open 2017
BRD Bucharest Open 2017 este un turneu profesionist de tenis jucat pe zgură. Aceasta a fost cea de-a 4-a ediție a turneului și parte din 2017 WTA Tour. Acesta a avut loc la Arenele BNR din București, România între 17 și 24 iulie 2017.

## Puncte și premii în bani

### Distribuția punctelor
| Eveniment | W   | F   | SF  | QF | Runda a 16 | Runda de 32 | Q   | T3  | T2  | T1  |
| Simplu    | 280 | 180 | 110 | 60 | 30         | 1           | 18  | 14  | 10  | 1   |
| Dublu     | 280 | 180 | 110 | 60 | 1          | N/A         | N/A | N/A | N/A | N/A |

### Premiul în bani
| Eveniment | W       | F          | SF      | QF     | Runda a 16 | Runda de 32 | T3     | T2   | T1   |
| Simplu    | $43,000 | $21.400 de | $11,300 | $5,900 | $3,310     | $1925       | $1,005 | $730 | $530 |
| Dublu     | $12,300 | $6.400 de  | $3,435  | $1,820 | $960       | N/A         | N/A    | N/A  |      |

## Jucătoarele la simplu

### Favorite
| Țara | Jucătoare             | Loc | Fav. |
| ---- | --------------------- | --- | ---- |
| LAT  | Anastasija Sevastova  | 19  | 1    |
| ESP  | Carla Suárez Navarro  | 27  | 2    |
| GER  | Julia Görges          | 45  | 3    |
| ROU  | Monica Niculescu      | 51  | 4    |
| BEL  | Elise Mertens         | 54  | 5    |
| ROU  | Sorana Cîrstea        | 63  | 6    |
| ROU  | Irina-Camelia Begu    | 64  | 7    |
| GER  | Tatjana Maria         | 74  | 8    |
| RUS  | Ekaterina Alexandrova | 75  | 9    |

1 Clasamentul la 3 iulie 2017.

### Alți participanți
Următorii jucători au primit wildcard-uri  în tabloul principal de simplu:
- Irina Bara
- Jaqueline Cristian
- Elena-Gabriela Ruse

Următorii jucători au trecut de calificări:
- Alexandra Dulgheru
- Magdalena Fręch
- Sesil Karatantcheva
- Arantxa Rus

Următorul jucător a intrat ca lucky loser (LL):
- Lesley Kerkhove

### Retrageri
Înainte de turneu
- Anna Blinkova → înlocuită cu  Nadia Podoroska
- Océane Dodin → înlocuită cu  Çağla Büyükakçay
- Ons Jabeur → înlocuită cu  Quirine Lemoine
- Kristína Kučová → înlocuită cu  Polona Hercog
- Varvara Lepchenko → înlocuită cu  Alexa Glatch
- Christina McHale → înlocuită cu  Kateryna Kozlova
- Monica Niculescu → înlocuită cu  Lesley Kerkhove
- Yulia Putintseva → înlocuită cu  Barbora Krejčíková

### În timpul turneului
- Nadia Podoroska

## Jucătoarele la dublu

### Favorite
| Țara | Jucătoare           | Țara | Jucătoare          | Loc | Fav. |
| ---- | ------------------- | ---- | ------------------ | --- | ---- |
| ROU  | Irina-Camelia Begu  | ROU  | Raluca Olaru       | 113 | 1    |
| BEL  | Elise Mertens       | NED  | Demi Schuurs       | 132 | 2    |
| GEO  | Oksana Kalashnikova | CZE  | Renata Voráčová    | 143 | 3    |
| ARG  | María Irigoyen      | CZE  | Barbora Krejčíková | 153 | 4    |

- 1 Clasamentul la 3 iulie 2017.

Următoarele perechi au primit wildcard-uri pe tabloul principal:
- Georgia Crăciun /  Alexandra Dulgheru
- Jaqueline Cristian /  Cristina Dinu

Următoarea pereche primit intrarea suplimentar:
- Nicoleta Dascălu /  Isabella Shinikova

### Retrageri
Înainte de turneu
- Fanny Stollár

## Campioane

### Simplu
- Irina-Camelia Begu vs  Julia Görges (6–3, 7–5)

### Dublu
- Irina-Camelia Begu /  Raluca Olaru vs  Elise Mertens /  Demi Schuurs (6–3, 6–3)

## Link-uri externe
- Site web oficial

1. ↑  „Ruse and Cristian receive main draw Wild Cards”. Daniel Radu. 2 iulie 2017. Arhivat din original la 30 iulie 2017. Accesat în 21 iulie 2017.